# ジュバスタジアム
ジュバスタジアム（Juba Stadium）は、南スーダン中央エクアトリア州ジュバにある多目的競技場。日本語ではジュバ競技場とも訳される。競技場内に6つの事務所と2つの浴室を備える。スタジアムの最高責任者はマネージャーのスレイマン・アルハジ（Suleiman Alhaji）。

## 概要
2011年7月現在、南スーダン唯一の国立競技場である。南スーダン政府は、この競技場が国民や若者のスポーツの拠点となり、夜に酒を飲む代わりにサッカーやバスケットボール、その他スポーツを楽しむようになることを期待している。また、南スーダンは60以上の民族が暮らす多民族国家であり、国民の団結にスポーツを利用したいと考えている。

## 沿革
1962年に完成。2011年5月からペトロナス石油会社（PETRONAS Oil Company）により修繕が行われ、同年7月4日（月曜日）に青年スポーツ大臣（Minister of Youth and Sports）のマクアック・テニー（Makuac Teny）が修繕完了を発表した。大臣によれば、南スーダン政府は2012年から5つの競技場の建設を始め、国内10州全部とアビエイに1か所ずつ競技場を置き、アフリカ競技大会の誘致を目指している。

## 主な開催試合
- CECAFA U-17選手権（2009 CECAFA U-17 Championship、2009年8月）[5]
- 南北スーダン親善少年サッカー大会（2010年12月18日） - 日本の特定非営利活動法人ロシナンテスが企画した[6]。同法人が名義使用申請をしたことにより、財団法人日本サッカー協会が後援に名を連ねた[7]。
- ケニアのプロサッカークラブとの親善試合（2011年7月10日） - サッカー南スーダン代表の初の試合であり、ケニアのタスカーFC（英語版）が3-1で勝利したが、前半12分に南スーダン代表が先制点を挙げ、観客を熱狂させた[1]。